# Thomas Friedman
Thomas Loren Friedman (St. Louis Park, Minnesota, 20 de julio de 1953 ) es un periodista y escritor estadounidense, tres veces ganador del Premio Pulitzer. Es columnista de The New York Times, en el que comenzó a trabajar como reportero en 1981, tras haber estudiado en El Cairo, Oxford, Boston y Beirut. Sus libros tratan temas tan diversos como la globalización (The world is flat), la situación política en Oriente Medio (From Beirut to Jerusalem), pasando por los atentados del 11 de septiembre (Longitudes and attitudes).

## Teoría de los arcos dorados
Una de las teorías más célebres de Friedman en su obra The Lexus and the olive tree (es: El Lexus y el olivo) es la que denominó como «Teoría de los arcos dorados para la prevención de conflictos». La teoría llegaba a la conclusión, mediante una utilización imaginativa del método inductivo, de que los países que tenían instalado algún restaurante de la cadena McDonald's no se declaraban la guerra. La teoría se mantuvo como cierta en la práctica hasta el conflicto de Osetia del Sur en 2008, y que enfrentó a dos estados con McDonalds (Rusia y Georgia).

## Globalización
Si bien Friedman como tal no se muestra partidario de la globalización, señalaba ya en The Lexus and the olive tree la necesidad de que un país preservara sus tradiciones locales. Un proceso que denominó «glocalización», aunque el término ya era utilizado entonces por la mayoría de los teóricos de la antropología social.
Tras un viaje a Bangalore, India, Friedman publica The world is flat (es: La tierra es plana) como actualización sobre sus puntos de vista al respecto de la globalización. En este libro el autor achaca ese “allanamiento” del planeta a una conjunción entre ordenadores, fibra óptica y software avanzado. Se hace eco de multitud de empresas chinas e indias que, proporcionando mano de obra en forma de teleoperadores, contables o programadores informáticos, habían terminado por formar parte de cadenas de suministro globales y complejas para corporaciones como Dell, AOL o Microsoft. 
En referencia a esto último, y como actualización de su anterior «Teoría de los arcos dorados», presenta la que se conoce como «Teoría Dell para la prevención de conflictos» y según la cual dos países que formaran parte de la misma cadena de suministro global nunca se declararían la guerra.